# Allsvenskan i handboll för herrar 1989/1990
Allsvenskan i handboll 1989/1990 vanns av Redbergslids IK, men HK Drott vann SM-slutspelet och blev svenska mästare. Lag 10-11 fick spela nerflyttningskval, medan lag 12 flyttades ner till Division I.

## Slutställning
| Nr | Lag                  | S  | V  | O | F  | GM  | IM  | MS   | P  |
| -- | -------------------- | -- | -- | - | -- | --- | --- | ---- | -- |
| 1  | Redbergslids IK (RM) | 22 | 18 | 2 | 2  | 551 | 431 | +120 | 38 |
| 2  | HK Drott             | 22 | 16 | 4 | 2  | 513 | 419 | +94  | 36 |
| 3  | IF Saab              | 22 | 15 | 1 | 6  | 513 | 479 | +34  | 31 |
| 4  | Irsta HF (U)         | 22 | 11 | 3 | 8  | 473 | 452 | +21  | 25 |
| 5  | IF Guif              | 22 | 11 | 3 | 8  | 410 | 392 | +18  | 25 |
| 6  | Ystads IF            | 22 | 10 | 1 | 11 | 473 | 476 | −3   | 21 |
| 7  | Lugi HF              | 22 | 7  | 6 | 9  | 470 | 471 | −1   | 20 |
| 8  | IK Sävehof           | 22 | 8  | 3 | 11 | 478 | 490 | −12  | 19 |
| 9  | HP Warta (U)         | 22 | 7  | 1 | 14 | 449 | 490 | −41  | 15 |
| 10 | Vikingarnas IF (U)   | 22 | 6  | 1 | 15 | 436 | 486 | −50  | 13 |
| 11 | Katrineholms AIK     | 22 | 4  | 3 | 15 | 420 | 492 | −72  | 11 |
| 12 | HK Cliff             | 22 | 4  | 2 | 16 | 407 | 514 | −107 | 10 |

## SM-slutspel

### Semifinaler
- ? 1990: IF Saab-Redbergslids IK 29-26, 22-18 (IF Saab vidare med 2-0 i matcher)
- ? 1990: HK Drott-Irsta HF 27-23, 24-23 (HK Drott vidare med 2-0 i matcher)

### Finaler
- ? 1990: HK Drott-IF Saab 20-25, 22-16, 20-15, 25-16 (HK Drott svenska mästare med 3-1 i matcher)

## Skytteligan
|   | Spelare           | Lag       | Antal mål |
| - | ----------------- | --------- | --------- |
| 1 | Robert Hedin      | Ystads IF | 133       |
| 2 | Ola Lindgren      | HK Drott  | 120       |
| 3 | Robert Venäläinen | Irsta HF  | 106       |
| 4 | Sten Sjögren      | LUGI      | 105       |
| 4 | Magnus Andersson  | HK Drott  | 105       |

- Källa: [1]